# شمال غربی ویتنام

موقعیت منطقه شمال‌غربی در کشور ویتنام

شمال‌غربی ویتنام (انگلیسی: Northwest) یکی از مناطق کشور ویتنام است.
این منطقه که شامل ۶ استان می‌شود مساحت آن در حدود ۵۰٬۰۰۰ کیلومتر مربع و جمعیت آن در سال ۲۰۰۹ میلادی ۳٬۶۹۰٬۸۸۰ نفر بوده است.

## استان‌ها
| استان          | مرکز       | جمعیت (سرشماری ۱ آوریل ۲۰۰۹) | مساحت (km²)  |
| -------------- | ---------- | ---------------------------- | ------------ |
| استان دین بین  | دین بین فو | ۴۵۹٬۱۰۰                      | ۹٬۵۶۲٫۵ km²  |
| استان هوا بین  | هوا بین    | ۸۲۰٬۴۰۰                      | ۴٬۶۸۴٫۲ km²  |
| استان لای چو   | لای چو     | ۳۱۹٬۹۰۰                      | ۹٬۱۱۲٫۳ km²  |
| استان سون لا   | سون لا     | ۱٬۰۰۷٬۵۰۰                    | ۱۴٬۱۷۴٫۴ km² |
| استان لائو کای | لائو کای   | ۶۱۳٬۰۷۵                      | ۶٬۳۵۷ km²    |
| استان ین بای   | ین بای     | ۷۴۰٬۹۰۵                      | ۶٬۸۸۲٫۹ km²  |